# Melanargia hylata
Espèce
Melanargia hylata est une espèce d'insectes lépidoptères (papillons) appartenant à la famille des Nymphalidae, à la sous-famille des Satyrinae et au genre Melanargia.

## Répartition et habitat
Melanargia hylata est présent dans l'Est de la Turquie, à Van, et le Nord et l'Est de l'Iran (monts Taltsh).

### Biotope
Il se rencontre dans des lieux secs et fleuris.

## Description
C'est un papillon de taille moyenne qui présente sur le dessus un damier gris et blanc ou marron et blanc, un discret ocelle à l'apex des antérieures et des ocelles submarginaux aux postérieures, marron, pupillés de blanc et cerclés d'ocre clair.
Le revers est blanc et crème avec de fins dessins en marron foncé ou noir formant des festons et une ligne d'ocelles aux postérieures très peu visibles.

## Biologie

### Période de vol et hivernation
Il vole en une génération en juillet.

### Plantes hôtes
Les plantes hôtes de sa larve sont des Poaceae, les Agropyron.

## Classification
Le nom valide complet (avec auteur) de ce taxon est Melanargia hylata (Ménétries, 1832).
L'espèce a été initialement classée dans le genre Hipparchia sous le protonyme Hipparchia hylata Ménétriés, 1832.
Melanargia hylata a pour synonymes :
- Hipparchia hylata Ménétriés, 1832
- Melanargia iranica Seitz, 1907

### Noms vernaculaires
Melanargia hylata se nomme Menetries' Marbled White en anglais et Azeri Melike en turc.